# Ferrochrome
Ferrochrome (cách viết cũ: ferô crôm) hay ferrochromium (FeCr) là một trong các hợp kim ferô của sắt với chromi, mà hàm lượng chromi có từ 50-60% theo khối lượng hợp kim. Thông thường chúng được tinh luyện đạt đến hàm lượng 50-70% Cr trong sắt.

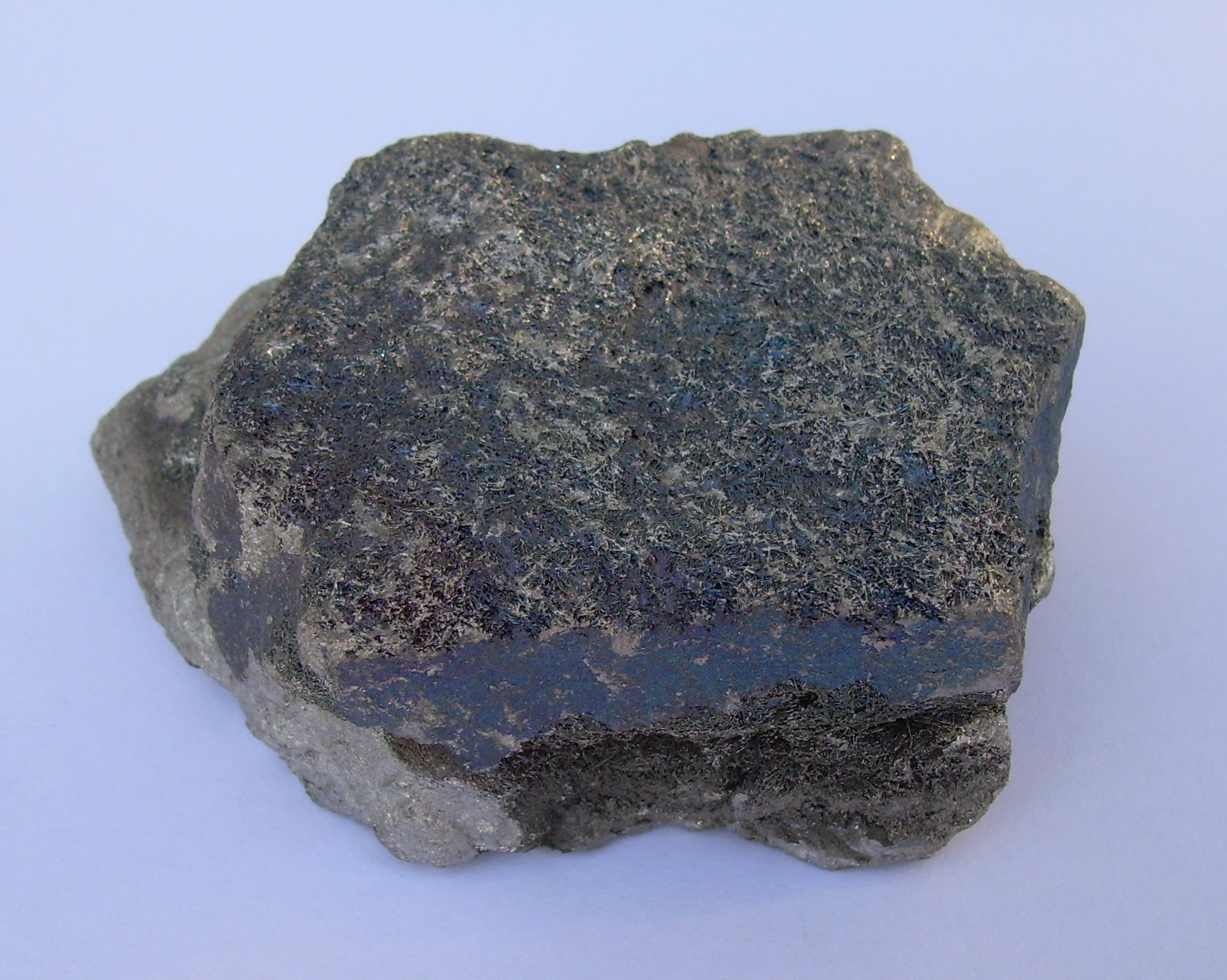
Hợp kim ferrochrome

Chiếm đến 80% lượng ferrochrome được dùng để chế tạo thép không gỉ. Lượng chromi trong thép là yếu tố quyết định đặc tính chống ăn mòn của thép. Hàm lượng chromi trong thép không gỉ khoảng chừng 18% theo khối lượng.